# Шумјачки рејон
Шумјачки рејон (рус. Шумячский район) административно-територијална је јединица другог нивоа и општински рејон на југозападу Смоленске области, у европском делу Руске Федерације.
Административни центар рејона је варошица Шумјачи. Према проценама националне статистичке службе, на подручју рејона је 2014. живео 10.031 становник.

## Географија
Хиславички рејон обухвата територију површине 1.367,71 км² и на 20. је месту по површини међу рејонима Смоленске области. Граничи се са Хиславичким рејоном на северозападу и северу, на североистоку је Починковски, на истоку Рослављански рејон, а на југу Јершчински рејон. На западу и југозападу граничи са Републиком Белорусијом, односно са Мсциславским, Кричавским и Климавичким рејонима Могиљовске области.
Највећи део територије рејона налази се на низијском подручју уз реке Остјор и Ипут. Најважнији водоток на територији рејона је управо река Остјор, док једним делом река Сож представља границу са Белорусијом. Око 40% територије рејона је под шумама.

## Историја
Рејон је успостављен 1929. године од делова некадашњег Мсциславског и Климавичког округа Могиљовске губерније и Рослављанског округа Смоленске губерније.

## Демографија и административна подела
Према подацима пописа становништва из 2010. на територији рејона је живело укупно 10.713 становника, а готово 40% популације живело је у административном центру рејона. Према процени из 2014. у рејону је живело 10.031 становника, или у просеку 9,93 ст/км².
| 1959. | 1970. | 1989.  | 2002.  | 2010.  | 2014.   |
| ----- | ----- | ------ | ------ | ------ | ------- |
| ---   | ---   | 17.678 | 14.032 | 10.713 | 10.031* |

Напомена: према процени националне статистичке службе.
Административно, рејон је подељен на подручје варошице Шумјачи (чија територија уједно има статус урбане општине), а која је уједно и административни центар рејона и на још 7 сеоских општина.

## Привреда
На територији рејона налазе се лежишта висококвалитетне глине погодне за производњу опека. Важан извор прихода још је и сточарство, узгој житарива, кромпира и лана. У насељу првомајско налази се фабрика стакла која је основана још 1879. године.
Преко територије рејона пролази аутопут од националног значаја А130 Москва—Варшава, те железница на релацији Рослављ—Могиљов.